# Нафта і газ Тринідаду і Тобаго
Нафта і газ Тринідаду і Тобаго

## Поклади нафти і газу
На півдні острова Тринідад і на шельфі – поклади важкої нафти і супутнього газу, на півд.-заході, в околицях Ла-Бреа.
Таблиця. – Запаси нафти і газу Тринідаду і Тобаґо станом на 1998-1999 рр.
| Корисні копалини               | Запаси       | Запаси   | Частка у світі, % |
| Корисні копалини               | Підтверджені | Загальні | Частка у світі, % |
| Нафта, млн т                   | 73,2         | 200      | 0,1               |
| Природний горючий газ, млрд м3 | 516          | 588,0    | 0,4               |

За оцінками 2001 р видобувні запаси сирої нафти в країні становлять 686 млн барелів. На шельфі може міститися до 1 млрд барелів нафти. Інтерес до цього регіону виявляють компанії і групи FP, EOG Resources, BHP Billiton, Exxon, British Gas, Conoco, Trinidad Shell Exploration and Production Ltd.

## Нафтова і газова промисловість
На початку XXI ст. Тринідад і Тобаго – найбільший продуцент вуглеводнів у Карибському регіоні. Нафтовидобувна підгалузь забезпечує бл. 25% ВВП (2001).
Газова пром-сть складає основу мінерально-сировинного сектора економіки Тринідаду і Тобаґо при середньорічному прирості видобутку з 1992 р. 9%. Природний газ добувається на шельфі західніше і східніше Південного Тринідаду. Повний видобуток газу в 2001 склав близько 1.6 млрд фут.куб./добу.
Загальні запаси газу в надрах за цей період були збільшені від 249,2 до 588,0 млрд м{3}. Доведені запаси природного газу на 2001 оцінені в 559 млр. м{3}. До 2020 р. в освоєння газових родов. на шельфі південно-східного узбережжя країни планується інвестувати 1,2 млрд дол. [Mining J. - 1999. - Annual Rev. - Р. 135].
Газ використовується для виробництва електроенергії на ТЕС і як паливо на нафтопереробних підприємствах, а також як сировина для хімічної промисловості. Частина газу зріджується і ця галузь інтенсивно розвивається.
Видобуток нафти ведеться на півдні і сході о. Тринідад і на шельфі. Видобуток нафти скоротився від 35,8 наприкінці 1970-х років до 20,7 тис. т/добу в 1988 р. при скороченні запасів в надрах до 84,3 млн т. В 1980 видобуток нафти становив 11 млн т, наприкінці 1990-х років щорічно добувалося бл. 8 млн т. Видобуток нафти у 2001 р становив 117 430 бар./добу.
У 2000 повний видобуток нафти і газу становив 385 751 бар./добу, в 2001 – 397 436 бар./добу (+3%), в 2002 – до 437 828 бар./добу. За період 1990-2001 видобуток нафти і газу збільшений на 50%. В газонафтодобувній галузі працюють норвезькі, німецькі, канадські, американські та інші компанії [Mining Annual Review 2002].
Сира нафта, в тому числі імпортна, переробляється на підприємствах Тринідаду, зокрема на одному з найбільших у світі нафтопереробних заводів в Пуент-а-П'єре, а також в Пойнт-Фортіні і Брайтоні. Нафтова промисловість – джерело значної частини прибутків держави, що надходять в формі податків, орендної плати за право розробки надр і митних зборів. Нафтохімічна промисловість прискорює розвиток інших, пов'язаних з нею, секторів економіки. Тринідад – провідний експортер світу з аміаку і потенційно провідний експортер метанолу (понад 1.3 млн т/рік, 2001). До 2005 планується подвоєння виробництва цих продуктів. Природний асфальт. Неподалік від Ла-Бреа, на південному заході Тринідаду, розробляється велике родовище природного асфальту (запаси 9 млн т). Один з основних операторів – Trinidad & Tobago Ltd. В останні роки виникли труднощі з його збутом через конкуренцію, що зросла з боку виробників штучного асфальту.